# Shangqiao (köpinghuvudort i Kina, Henan Sheng, lat 33,71, long 113,96)
Shangqiao är en köpinghuvudort i Kina. Den ligger i provinsen Henan, i den centrala delen av landet, omkring 120 kilometer söder om provinshuvudstaden Zhengzhou. Antalet invånare är 41 595. Befolkningen består av 20 157 kvinnor och 21 438 män. Barn under 15 år utgör 17,0 %, vuxna 15-64 år 71 %, och äldre över 65 år 11,0 %.
Runt Shangqiao är det mycket tätbefolkat, med 3 022 invånare per kvadratkilometer. Närmaste större samhälle är Luohe, 17,7 km sydost om Shangqiao. Trakten runt Shangqiao består till största delen av jordbruksmark.
Genomsnittlig årsnederbörd är 863 millimeter. Den regnigaste månaden är juli, med i genomsnitt 176 mm nederbörd, och den torraste är januari, med 7 mm nederbörd.